# Hoshihananomia antaretica
Hoshihananomia antaretica là một loài bọ cánh cứng trong họ Mordellidae. Loài này được White miêu tả khoa học năm 1846.